# 原國雄
原 國雄（はら くにお、1944年9月18日 - ）は、東京都日野市出身の元俳優・元アナウンサー。
1950年代まで子役、1960年代後期から2000年代までアナウンサーとして活躍。

## 経歴
父は東映プロデューサーであったことから、小学3年次の1954年に子役として芸能界デビュー。『母水仙』『少年探偵団』『月光仮面』などに出演するが、中学時の1959年に芸能界を引退。
1964年に早稲田大学政治経済学部へ進学し、アナウンス研究会にも所属。同研究会ではフジテレビに入社した逸見政孝・松倉悦郎、毎日放送に入社した板倉俊彦、政治学者・大学教授の福岡政行と同期であった。
卒業後の1968年に福島テレビへ入社（同期には鈴木孝之、玉盛孝江、増子慶子）。放送界入りし、この当時福島県に民放テレビは福島テレビ1局しかなく、同局で5系列（フジテレビ・東京放送（現・TBSテレビ）・日本テレビ・NETテレビ（現・テレビ朝日）・東京12チャンネル（現・テレビ東京））の番組が放送されていた。アナウンス部長、アナウンス室参事補、福島県立点字図書館朗読奉仕者養成教室講師も歴任し、2004年からは福島テレビ関連会社に籍を置き、引き続き活動。2008年6月6日に関連会社を退職、福島県内の放送局のアナウンサーでは最年長での退職となり、福島テレビのオープンネット時代・クロスネット時代（NNN及びJNN加盟時代など）を知るアナウンサーはなくなった。
退職後は、元アナウンサーの有志で朗読会「原國雄とその仲間たち」として福島県内を中心に活動している。

## 出演

### 映画
- あゝ洞爺丸（1954年）後藤昌夫 役
- 継母（1954年）志賀保夫 役
- 弥次喜多（1954年）茂作の長男 役
- まぼろし怪盗団（三部作）（1955年）桜井正雄 役
- 母水仙（1955年）富岡少年時代 役
- 少年探偵団　妖怪博士　二十面相の悪魔　二部作（1956年）相川少年 役
- 怒れ! 力道山（1956年）学童記者 役
- 鼻の六兵衛（1956年）龍吉 役
- 母孔雀（1956年）紅谷俊夫少年時代 役
- 母恋月夜（1956年）山本正夫 役
- こけし子守唄　夕やけ鴉（1957年）賢一 役
- らくだの馬さん（1957年）新吉 役
- 少年探偵団　かぶと虫の妖奇（1957年）相川少年 役
- 少年探偵団　鉄塔の怪人（1957年）相川少年 役
- 少年探偵団・第一部　二十面相の復讐（1957年）昌一 役
- 少年探偵団・第二部　夜光の魔人（1957年）昌一 役
- 笑え勘平より　摩天楼の秘密（1957年）野球をする少年達 役
- 母星子星（1957年）照夫 役
- 希望の乙女（1958年）鉄雄 役
- 月光仮面(1958)（1958年）繁少年 役
- 月光仮面　魔人の爪（1958年）繁少年 役
- 続一丁目一番地（1958年）金子一郎 役
- 母つばめ（1958年）松崎明夫 役
- 恋愛自由型（1958年）小村正雄 役
- べらんめえ探偵娘（1959年）川村勉 役
- 月光仮面　怪獣コング（1959年）繁 役
- 母しぐれ（1959年）ユリ子の友達・明 役

### アナウンサー
- モーニングジャンボおはよう地球さん（福島県担当リポーター）
- FTVテレポート（アシスタント(情報番組時代)、メインキャスター）
- 210万人のひろば（キャスター）
- テレポート525（メイン司会）
- FTVニュース555 テレポート ザ・ヒューマン（金・土曜メインキャスター）
- うつくしま百名山（ナレーター）
- FNN FTVスーパーニュース テレポート→FTVスーパーニュース（メインキャスター）
- Lばんスーパーニュース（メインキャスター）
- 親の目・子の目（ナレーター）
- 競馬中継→エキサイティング競馬（司会、主に日曜日）
- FTVニュース（2007年9月まで主に水曜日を担当していたことがあった）

## 主な実況歴
- カブトヤマ記念（1982年）
- 福島記念（1980年、1982年）